# 潘恭孝
潘恭孝（1953年7月26日—），中華民國空軍中將、公益人士，無黨籍，籍貫浙江省嵊縣，現居於新北市新莊區丹鳳，畢業於空軍官校正64年班，是陳水扁政府時代晉任中將的最後一批人員，曾任行政院退輔會欣隆公司董事長、空軍司令部政戰主任、空軍教準部指揮官、空軍司令部督察長、國防大學空軍學院院長、空軍401聯隊長。

## 生平
潘恭孝畢業於中華民國空軍軍官學校第56期，曾任空軍第四〇一聯隊長、國防部空軍司令部督察長、空軍教準部指揮官與空軍司令部政戰主任等職。退役後，他曾擔任欣隆天然氣公司董事長。